# Poliaenus batesi
Poliaenus batesi är en skalbaggsart som beskrevs av Linsley 1933. Poliaenus batesi ingår i släktet Poliaenus och familjen långhorningar.
Artens utbredningsområde är Guatemala. Inga underarter finns listade i Catalogue of Life.